# Westhampton (Massachusetts)
Westhampton es un pueblo ubicado en el condado de Hampshire en el estado estadounidense de Massachusetts. En el Censo de 2010 tenía una población de 1.607 habitantes y una densidad poblacional de 22,68 personas por km².

## Geografía
Westhampton se encuentra ubicado en las coordenadas 42°18′51″N 72°46′41″O / 42.31417, -72.77806. Según la Oficina del Censo de los Estados Unidos, Westhampton tiene una superficie total de 70.85 km², de la cual 70.37 km² corresponden a tierra firme y (0.68%) 0.48 km² es agua.

## Demografía
Según el censo de 2010, había 1.607 personas residiendo en Westhampton. La densidad de población era de 22,68 hab./km². De los 1.607 habitantes, Westhampton estaba compuesto por el 98.07% blancos, el 0.19% eran afroamericanos, el 0.12% eran amerindios, el 0.5% eran asiáticos, el 0% eran isleños del Pacífico, el 0.31% eran de otras razas y el 0.81% pertenecían a dos o más razas. Del total de la población el 1.87% eran hispanos o latinos de cualquier raza.